# Namiestnik (Królestwo Polskie)

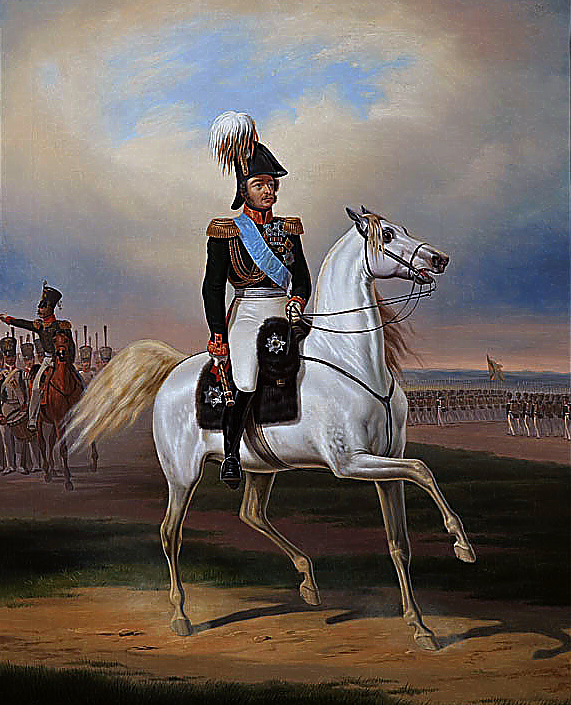
January Suchodolski, Portret konny Paskiewicza, namiestnika Królestwa Polskiego, 1841

Namiestnik – oficjalny przedstawiciel króla Polski (którym był cesarz rosyjski) w Królestwie Polskim. Urząd namiestnika utworzony został na mocy Konstytucji Królestwa Polskiego z 27 listopada 1815. W 1874 większość jego kompetencji przeniesiono do nowo utworzonego urzędu generał-gubernatora warszawskiego.
Namiestnik miał być mianowany spośród członków rodziny królewskiej lub obywateli Królestwa Polskiego, w tym osób naturalizowanych przez króla.

## Zakres działania
Pozycję ustrojową namiestnika w Królestwie określał ściślej III Rozdział konstytucji („O namiestniku i o Radzie Stanu”). Kierował całością spraw publicznych w kraju, pod nieobecność monarchy prezydował Radzie Stanu. Był również członkiem i kierownikiem Rady Administracyjnej. Zachowywał prawo weta wobec jej decyzji, jego własne postanowienia (z wyjątkiem owego weta) musiały jednak być kontrasygnowane przez właściwego ministra.
Namiestnik posiadał liczne, pośrednie, uprawnienia kreacyjne, przedstawiał królowi po dwóch kandydatów do nominacji na stanowiska: arcybiskupa, biskupa, senatora, ministra, sędziego trybunału najwyższego, radcy stanu i referendarza (art. 69).
Kompetencji namiestnika nie podlegały sprawy finansowe i budżetowe, spod jego jurysdykcji wyłączono również wojsko i politykę zagraniczną Królestwa, która konstytucyjnie była tożsama z polityką Cesarstwa. Prawo łaski i nadawania szlachectwa posiadał wyłącznie król.
Pod trwałą nieobecność namiestnika (śmierć, zrzeczenie się urzędu) władzę w Królestwie sprawował mianowany na tę okoliczność prezes Rady Administracyjnej. Podczas powstania listopadowego prezes Rady Administracyjnej został przemianowany na prezesa Rządu Tymczasowego, a potem Rządu Narodowego.
Po śmierci Fiodora Berga (1874) stanowisko namiestnika nie zostało obsadzone, a większość jego kompetencji przeniesiono do nowo utworzonego urzędu generał-gubernatora warszawskiego.
Uprawnienia generał-gubernatora były mniejsze niż namiestnika, ale pozostał on zarówno najwyższym urzędnikiem administracji cywilnej, jak i dowódcą Warszawskiego Okręgu Wojskowego. Okręg ten obejmował wszystkie gubernie Królestwa Polskiego, z wyjątkiem guberni suwalskiej, a także sąsiadujące z Królestwem powiaty guberni grodzieńskiej i wołyńskiej. Tak jak i namiestnik, generał-gubernator był bezpośrednio odpowiedzialny przed carem. Miał rozległe kompetencje, mógł karać śmiercią mieszkańców Kongresówki bez procesu sądowego. Mógł wydawać tzw. postanowienia obowiązujące z mocą ustaw, które mogły zawieszać obowiązywanie niektórych praw.

## Namiestnicy Królestwa Polskiego
- Józef Zajączek (25 grudnia 1815 – 28 lipca 1826)
- vacat (29 lipca 1826 – wrzesień 1830, uprawnienia namiestnika przekazane Radzie Administracyjnej, pod przewodnictwem Walentego Faustyna Sobolewskiego)
- Iwan Dybicz Zabałkański (2 lutego 1831 – 10 czerwca 1831 jako gubernator województw zajętych)
- Iwan Paskiewicz (1832 – 20 stycznia 1856)
- Wincenty Krasiński (w latach 1855–1856, tymczasowo w czasie choroby i po śmierci Paskiewicza)
- Michaił Gorczakow (od 1856 do 3 maja 1861)
- Nikołaj Suchozanet (1861)
- Karol Lambert (1861)
- Aleksandr Lüders (od listopada 1861 do czerwca 1862)
- Konstanty Mikołajewicz Romanow (od czerwca 1862 do 31 października 1863)
- Fiodor Berg (1863–1874)

## Generał-gubernatorzy warszawscy
- Paweł Kotzebue (1874–1880)
- Piotr Albiedyński (1880–1883)
- Josif Hurko (1883–1894)
- Pawieł Szuwałow (1894–1896)
- Aleksandr Imeretyński (1897–1900)[2]
- Iwan Podgorodnikow (1900–1901) (pełniący obowiązki)
- Michaił Czertkow (1901–1905)
- Konstantin Maksymowicz (1905)
- Gieorgij Skałon (1905–1914)
- Jakow Żyliński (1914)
- Anton von Essen (8 października 1914 – 20 stycznia 1915, pełniący obowiązki)
- Paweł Jengałyczew (7 lutego 1915 – 5 sierpnia 1915, formalnie do rewolucji lutowej 1917 r.[3])